# Epiteris
|  | Per a altres significats, vegeu «Epiteri (espècie)». |

Els epiteris (Epitheria) són una infraclasse de mamífers que comprèn tots els euteris excepte els xenartres. Estan primerament caracteritzats per tenir l'estrep a l'orella mitjana que permet el pas d'un vas sanguini. Contrasta amb la forma de columna que tenen els marsupials, els monotremes i els xenartres. També es caracteritzen per tenir el peroné més petit que la tíbia.
El monofiletisme dels epiteris ha estat demostrat per estudis de filogènia molecular.
Van aparèixer als inicis del Cretaci superior. Abans de la fi del Mesozoic, la majoria dels antecessors dels ordres actuals ja havien aparegut, tals com els ungulats i els insectívors. Després de l'extinció dels dinosaures (a l'inici del Paleocè la diversitat dels epiteris va explotar i cap a la fi de l'Eocè tots els ordres vivents de la infraclasse dels epiteris havien aparegut. Els epiteris són un dels grups dels animals més reeixits, fins al punt que amb freqüència són considerats els animals dominants de la Terra en el període actual.

## Cladograma
|           | Xenarthra                                                    |
|           |                                                              |
| Epitheria | \| \| Afrotheria \| \| \| \| \| \| Boreoeutheria \| \| \| \| |
|           | \| \| Afrotheria \| \| \| \| \| \| Boreoeutheria \| \| \| \| |
|           | Afrotheria                                                   |
|           |                                                              |
|           | Boreoeutheria                                                |
|           |                                                              |

|  | Afrotheria    |
|  |               |
|  | Boreoeutheria |
|  |               |